# Holy Shoes
Holy Shoes è un film del 2023 scritto e diretto da Luigi Di Capua.

## Distribuzione
Il film è stato presentato in anteprima assoluta il 30 novembre 2023 al Torino Film Festival. Successivamente è stato distribuito nelle sale cinematografiche italiane a partire dal 4 luglio 2024.